# Zbrodnia w Podgajach
Zbrodnia w Podgajach – zbrodnia wojenna dokonana przez żołnierzy Waffen-SS na jeńcach wojennych – żołnierzach 4. kompanii 3 Pułku Piechoty 1 Dywizji Piechoty im. Tadeusza Kościuszki. W 1979  nakręcono film Elegia opowiadający o zbrodni.

## Historia mordu
W trakcie walk o Wał Pomorski w 1945 roku, w miejscowości Podgaje żołnierze z 48 Pułku Grenadierów Pancernych SS „General Seyffardt” z holenderskiej 23 Dywizji SS „Nederland” lub żołnierze z łotewskiej 15 Dywizji Grenadierów SS dokonali zbrodni na 32 żołnierzach ludowego Wojska Polskiego z 4. kompanii 3 Pułku Piechoty 1 Dywizji Piechoty, którym najpierw skrępowano ręce drutem kolczastym, a następnie wprowadzono do stodoły i spalono żywcem.

Z najnowszych badań wynika jednak, że w rzeczywistości doszło do rozstrzelania lub zastrzelenia około 160 żołnierzy polskich pojmanych podczas walk w dniach 31 stycznia – 2 lutego 1945 w okolicach wsi Podgaje. Część z tych żołnierzy zabito na terenie wsi i jej okolicach, m.in. dobito na miejscu kapitulacji rannych z 4. kompanii 2. batalionu 3 Pułku Piechoty z 1 Dywizji Piechoty pod dowództwem podporucznika Alfreda Sofki. Ponadto podawane jest w wątpliwość związanie jeńców drutem kolczastym, a relacje świadków mówią o użyciu kabla telefonicznego. Ranny w bitwie żołnierz Władysław Gąsiorowski wspominał: 

Żołnierze niemieccy pojedynczo i w grupach podchodzili do leżących proszących o ratunek i jeśli żołnierz na ich wezwanie podniósł się, to zabierali go do niewoli. Zaś ciężej rannych, niemogących się podnieść, dobijali, strzelając do nich z karabinów i pistoletów. Gdy zauważyłem żołnierzy niemieckich zbliżających się do mnie, ułożyłem bezwładnie ręce i głowę na ziemi. Dwaj żołnierze niemieccy kopnęli leżącego blisko mnie zabitego żołnierza, a następnie mnie i gdy się nie poruszyłem, powiedzieli jeden do drugiego – «kaput» i odeszli. Byli w białych kurtkach i z białymi pokrowcami na czapkach.

Z tej liczby 32 żołnierzy (pochodzących właśnie z oddziału podporucznika Sofki) zginęło w samej stodole, która najprawdopodobniej została podpalona przez wycofujące się jednostki SS lub przez szturmujące wieś polskie oddziały. Fakt spalenia żywcem owych 32 żołnierzy pozostaje niewyjaśniony, jednak na podstawie relacji naocznych świadków, zajmujących się pochówkiem zwłok, można stwierdzić, że nie wszyscy jeńcy byli powiązani drutem, a część posiadała rany głowy sugerujące ich uprzednie zastrzelenie (ran na innych częściach ciał nie dało się stwierdzić z powodu spalenia zwłok).
Część źródeł przypisuje tę zbrodnię formacji łotewskiej „Kampfgruppe Elster”. Formacja o tej nazwie rzeczywiście istniała, jednak w sierpniu i wrześniu 1944 walczyła przeciw aliantom zachodnim we Francji i skapitulowała 18 września 1944 przed oddziałami amerykańskimi na moście Beaugency. Jednostka ta liczyła około 25 tysięcy żołnierzy i miała czysto niemiecki skład osobowy (nazwa grupy pochodziła od nazwiska dowódcy B. H. Elstera). Możliwość istnienia grupy o identycznej nazwie w składzie wojsk łotewskich na froncie wschodnim nie jest wykluczona, ale pozostaje bardzo mało prawdopodobna i nie została potwierdzona przez przekazy źródłowe.

## Śledztwo
Śledztwo w sprawie zbrodni popełnionych w Podgajach było prowadzone przez Okręgową Komisję Badania Zbrodni Hitlerowskich w Koszalinie. Zostało ono zawieszone w 1974. Wznowiła je Oddziałowa Komisja Ścigania Zbrodni przeciwko Narodowi Polskiemu IPN w Szczecinie.

## Upamiętnienie
Mord dokonany na jeńcach Polakach przez hitlerowców, został po 1990, upamiętniony na Grobie Nieznanego Żołnierza w Warszawie napisem na jednej z tablic, „PODGAJE 31 I 1945”.